# Adam Port
Adam Port (* 20. Jahrhundert als Adam Polaszek) ist ein deutscher DJ und Musikproduzent aus Berlin. Er gehört zum Kollektiv Keinemusik.

## Leben
Adam Polaszek wurde in den späten 1980er Jahren geboren. Musikalisch wurde er zunächst in der Hardcore-Punk-Szene groß, bevor er zunächst Hip-Hop und anschließend das Turntablism und DJing für sich entdeckte. Über dieses Spielen mit Musik kam er schließlich zum Techno und zur Housemusik. 2009 gründete er zusammen mit seinen Freunden Rampa, &ME, Reznik und Monja Gentschow das Independent-Label und Kollektiv Keinemusik.
Als DJ legte er unter anderem auf dem Coachella, dem Circoloco, dem Lost Village, dem Burning Man, dem Tomorrowland sowie dem Time Warp auf. Als Resident-DJ arbeitete er in verschiedenen Clubs in Berlin.
Der große Durchbruch gelang ihm mit dem Titel Move zusammen mit Stryv, Keinemusik, Orso und Malachiii. Der Track entwickelte sich zu einem Sommerhit 2024 auf TikTok und Spotify. Später wurde er unter anderem mit Camila Cabello erneut aufgelegt.

## Musikstil
Adam Port mischt Housemusik mit Elementen der afrikanischen Musik zum Afro House. Seine Tracks enthalten zudem Elemente von Jazz, Soul und Funk und verschmelzen so zum sogenannten Deep House. Sein Lieder entstehen sowohl im Alleingang, als auch im Kollektiv.

## Diskografie

### Alben
- 2017: You Are Safe (mit Rampa & &ME)
- 2022: Send Return (mit Keinemusik)

### Kompilationen
- 2012: Faze #04: Adam Port (DJ-Set, Faze Magazin)

### EPs
- 2011; Basement
- 2013: Black Noise Remixes
- 2014: Shifter EP
- 2015: This Time EP (mit Jennifer Touch)
- 2017: Changes (mit Stereo MCs)
- 2018: Planet 9 EP
- 2022: Send Return Remixes Pt. 1 (mit u. a. &ME, Rampa, Keinemusik)
- 2023: Send Return Remixes Pt. 2 (mit u. a. &ME, Rampa, Keinemusik)
- 2023: Send Return Remixes Pt. 3 (mit u. a. &ME, Rampa, Keinemusik)

### Singles
- 2009: Boogie Bass
- 2009: Chemistry
- 2011: Corrosive Love feat. Ruede Hagelstein
- 2011: Snatch014
- 2011: Weekend
- 2012: Sally
- 2013: Our Fate (mit Here Is Why)
- 2015: I Never Wear Black
- 2016: Sonnenfinsternis
- 2017: I Love You
- 2017: Ganesha Song
- 2017: Anyway/Vanessa (mit Santé)
- 2017: Doppelgänger 01 (mit &ME & Rampa)
- 2018: Do You Still Think of Me?
- 2019: XXXX (mit DJ Assault)
- 2020: White Noise Romantica
- 2021: Discoteca (mit &ME, Rampa & Sofie Royer)
- 2021: Before the Flood (mit &ME, Rampa & Cubicolor)
- 2021: Confusion (mit &ME, Rampa & Ali Love)
- 2021: Saving My Love (mit &ME, Rampa & Little Dragon)
- 2022: Forms of Love (mit Alan Dixon & Keinemusik)
- 2023: Point of No Return (mit Monolink)
- 2023: The Dream feat. Martina Camarago (mit Theus Mago & Keinemusik)
- 2024: Thandaza (mit &ME, Rampa, Alan Dixon & Arabic Piano)
- 2024: Move (mit Stryv, Keinemusik, Orso & Malachiii)
- 2024: All I Got (mit Masšh, Keinemusik & Ninae)
- 2024: Move feat. Camila Cabello (mit Stryv, Keinemusik, Orso & Malachiii)
- 2024: Say What (mit Rampa, &ME, chuala & Keinemusik)
- 2025: Positions (mit Stryv & Malachiii)

## Auszeichnungen für Musikverkäufe
| Goldene Schallplatte - Brasilien - 2025: für die Single Move - Dänemark - 2025: für die Single Move - Griechenland - 2025: für die Single Say What Platin-Schallplatte - Belgien - 2024: für die Single Move - Griechenland - 2025: für die Single Move (Remix) - Italien - 2024: für die Single Move - Spanien - 2025: für die Single Move | Diamantene Schallplatte - Frankreich - 2025: für die Single Move - Griechenland - 2025: für die Single Move |

Anmerkung: Auszeichnungen in Ländern aus den Charttabellen bzw. Chartboxen sind in ebendiesen zu finden.
| Land/RegionAuszeichnungen für Musikverkäufe (Land/Region, Auszeichnungen, Verkäufe, Quellen) | Gold     | Platin     | Diamant     | Verkäufe | Quellen             |
| -------------------------------------------------------------------------------------------- | -------- | ---------- | ----------- | -------- | ------------------- |
| Belgien (BRMA)                                                                               | —        | Platin1    | —           | 40.000   | ultratop.be         |
| Brasilien (PMB)                                                                              | Gold1    | —          | —           | 20.000   | pro-musicabr.org.br |
| Dänemark (IFPI)                                                                              | Gold1    | —          | —           | 45.000   | ifpi.dk             |
| Frankreich (SNEP)                                                                            | —        | —          | Diamant1    | 333.333  | snepmusique.com     |
| Griechenland (IFPI)                                                                          | Gold1    | Platin1    | Diamant1    | 130.000  | Einzelnachweise     |
| Italien (FIMI)                                                                               | —        | Platin1    | —           | 100.000  | fimi.it             |
| Spanien (Promusicae)                                                                         | —        | Platin1    | —           | 60.000   | elportaldemusica.es |
| Vereinigtes Königreich (BPI)                                                                 | —        | Platin1    | —           | 600.000  | bpi.co.uk           |
| Insgesamt                                                                                    | 3× Gold3 | 5× Platin5 | 2× Diamant2 |          |                     |